# One-to-One-Marketing
Unter One-to-One-Marketing (alternativ 1:1-Marketing) versteht man das Zuschneiden einer oder mehrerer Marketing-Maßnahmen auf jeden Kunden mit Hilfe statistischer Verfahren. Das Ziel lässt sich mit „Individualisieren statt Personalisieren“ auf den Punkt bringen. Statt einzelner Kundenmerkmale (wie Einkommen oder Alter etc.) werden Kundenprofile generiert.
Diese Profile erhält man durch Ansammeln von Kundendaten, durch Definition von  Kundensegmenten und Anreicherung dieser Daten aus weiteren Quellen. Klassischerweise geschieht dies durch Data-Mining auf Basis eines CRM. Ziel dieses Direktmarketing-Verfahrens ist es jedem Kunden ein auf seine persönliche Bedürfnisse zugeschnittenes Angebot zukommen zu lassen, analog Mass Customization auf Produktseite.
Entscheidende Vorteile derart gesteuerter Maßnahmen sind: höherer Response und damit geringere Kosten, weniger Spamming (Kunden werden nur angesprochen, wenn sie wahrscheinlich interessiert sind).
Einfaches Beispiel: Ein großer Autohändler erfährt durch Zukauf von Daten, dass unter anderem einer seiner guten Kunden hochwertige Malkurse im Alpenland bucht. Der Händler könnte diesem Kunden mit Hilfe dieser Information einen Prospekt mit Fotos der Berge zukommen lassen, darin ein Angebot für einen Neuwagen mit Halterung für Staffelei und bei Kauf des Wagens eine Woche Kultururlaub im Alpenland. Setzt der Autohändler dies bei allen seinen Kunden um, betreibt er ernsthaft One-to-One-Marketing.
Als Urheber des One-to-One-Marketings gelten Martha Rogers und insbesondere der CRM-Experte Don Peppers, der mit seinem 1993 erschienenen Buch „The One to One Future“ den Begriff prägte.